# (38049) 1998 VY6
1998 VY6 (asteroide 38049) é um asteroide da cintura principal. Possui uma excentricidade de 0.07155500 e uma inclinação de 21.15826º.
Este asteroide foi descoberto no dia 11 de novembro de 1998 por LINEAR em Socorro.